# اولاش (آرهاوی)
اولاش (به ترکی استانبولی: Ulaş) یک منطقهٔ مسکونی در ترکیه است که در آرهاوی واقع شده‌است. اولاش ۱۱۳ نفر جمعیت دارد.